# Światowy ranking snookerowy 1987/1988
Światowy ranking snookerowy 1987/1988 – lista zawiera 32 zawodników najwyżej sklasyfikowanych w sezonie 1987/1988. Pierwsza szesnastka rankingu ma zapewniony udział w 1. rundzie wszystkich turniejów rankingowych. W każdym z turniejów rankingowych z numerem pierwszym będzie rozstawiany obrońca danego tytułu, z numerem drugim Mistrz świata 1987, Anglik Steve Davis, zaś kolejni zawodnicy według kolejności zajmowanej na poniższej liście.
| Poz. | Nazwisko          | Narodowość        |
| ---- | ----------------- | ----------------- |
| 1    | Steve Davis       | Anglia            |
| 2    | Jimmy White       | Anglia            |
| 3    | Neal Foulds       | Anglia            |
| 4    | Cliff Thorburn    | Kanada            |
| 5    | Joe Johnson       | Anglia            |
| 6    | Terry Griffiths   | Walia             |
| 7    | Tony Knowles      | Anglia            |
| 8    | Dennis Taylor     | Irlandia Północna |
| 9    | Alex Higgins      | Irlandia Północna |
| 10   | Silvino Francisco | Południowa Afryka |
| 11   | Willie Thorne     | Anglia            |
| 12   | Rex Williams      | Anglia            |
| 13   | John Parrott      | Anglia            |
| 14   | Doug Mountjoy     | Walia             |
| 15   | Dean Reynolds     | Anglia            |
| 16   | Mike Hallett      | Anglia            |
| 17   | Cliff Wilson      | Walia             |
| 18   | Peter Francisco   | Południowa Afryka |
| 19   | John Virgo        | Anglia            |
| 20   | Tony Meo          | Anglia            |
| 21   | Kirk Stevens      | Kanada            |
| 22   | John Campbell     | Australia         |
| 23   | Stephen Hendry    | Szkocja           |
| 24   | Eugene Hughes     | Irlandia          |
| 25   | David Taylor      | Anglia            |
| 26   | Eddie Charlton    | Australia         |
| 27   | Dave Martin       | Anglia            |
| 28   | John Spencer      | Anglia            |
| 29   | Barry West        | Anglia            |
| 30   | Murdo MacLeod     | Szkocja           |
| 31   | Steve Longworth   | Anglia            |
| 32   | Tony Drago        | Malta             |